# Janusz Konieczko
Janusz Stanisław Konieczko (ur. 29 października 1948 r., zm. 15 listopada 2022 r.) – polski działacz opozycji w PRL i działacz sportowy.

## Życiorys
Urodził się 29 października 1948 r. W latach 1980. był jednym z najaktywniejszych działaczy nielegalnej opozycji w regionie częstochowskim i współzałożycielem NSZZ „Solidarność” w częstochowskiej Hucie im. Bieruta. Został internowany 13 grudnia 1981 r. za nawoływanie do strajku. Więziony był początkowo w Zabrzu, a potem w Łupkowie w Bieszczadach. Zwolniony z internowania w kwietniu 1982 r., był następnie inwigilowany przez Służbę Bezpieczeństwa, gdyż nie porzucił opozycyjnej działalności podziemnej na terenie huty, zajmując się m.in. kolportażem wydawnictw drugiego obiegu i utrzymywał kontakty z innymi ośrodkami podziemia.
Po powrocie do pracy w hucie był w latach 1989–1991 przewodniczącym rady pracowniczej, a następnie (1991–1992) komisji zakładowej związku zawodowego „Solidarność” i w latach 1991–1999 zastępcą dyrektora huty ds. pracowniczych. W tym okresie objął też funkcję wiceprezesa zarządu Rakowa Częstochowa, a w latach 1996–2000 sprawował funkcję prezesa klubu.
W 2016 r. odznaczony przez prezydenta RP Andrzeja Dudę Krzyżem Wolności i Solidarności. Zmarł 15 listopada 2022 r.
Jego syn Paweł Konieczko był zawodnikiem Rakowa.